# Oyster Bay (hameau, New York)
Pour les articles homonymes, voir Oyster Bay.
Oyster Bay est une census-designated place du comté de Nassau, dans l'État de New York, aux États-Unis,. En 2020, elle compte une population de 7 049 habitants.